# Alf Ross
Alf Niels Christian Ross (Copenaghen, 10 giugno 1899 – Virum, 17 agosto 1979) è stato un filosofo danese specialista in filosofia del diritto.

## Vita
Nasce nel 1899, si laurea a Copenaghen nel 1922. Intrapresa in un primo momento la carriera di Avvocato dello Stato, si trasferisce prima in Francia e poi in Austria, per continuare gli studi presso Hans Kelsen, e quindi all'Università di Uppsala dove consegue il dottorato con Axel Hägerström. Professore di diritto presso l'Università di Copenaghen dal 1938, ha contribuito alla stesura della Costituzione danese del 1953. Muore nel 1979.

## Realismo giuridico
La fama di Ross è dovuta al fatto di essere considerato il massimo esponente del realismo scandinavo; altri esponenti, oltre al citato Axel Hägerström, anche Vilhelm Lundstedt e Karl Olivecrona. Base comune del realismo scandinavo è quella di concepire il diritto come un fenomeno psichico collettivo, credenze sociali che per quanto importanti ed influenti sono pur sempre frutto di immaginazione, pur razionalmente giustificato.
L'apporto particolare di Ross deriva probabilmente dall'essere stato allievo di Hans Kelsen e di essere perciò particolarmente attento alle moderne teorie di analisi del linguaggio: egli, a differenza di Kelsen, nega che le norme siano asserzioni.
Fonda la validità della norma sull'esistenza, intesa come effettività. « Un sistema di norme è valido, se esso è idoneo a fungere da schema di interpretazione di un corrispondente insieme di azioni sociali» .
La validità del diritto viene da Ross ridotta alla sua effettività: se una norma non è effettiva, allora non è valida, quindi sostanzialmente non esiste. L'effettività che condiziona la validità delle norme può essere ricercata solo nell'applicazione giudiziale del diritto. Le decisioni dei giudici, il diritto giurisprudenziale sono quindi le sole fonti per accertare la validità di una norma. L'applicazione del diritto da parte delle corti determina la validità delle norme giuridiche.  Le conclusioni di Ross non si allontanano molto da quelle del realismo americano.

## Comparazione con altre teorizzazioni
Questa concezione del diritto si contrappone frontalmente alla reine Rechtsteorie di Hans Kelsen, la Teoria Pura del diritto, alla quale diede ampio contributo Adolf Merkl, la quale invece ricollega la validità della norma in ultima analisi alla Grundnorm, principio di assoluta efficacia giuridica, primo mobile aristotelico di tutto l'ordinamento giuridico.

## Opere
- On Law and justice, Londra, Stevens, 1958. (Trad. it  Diritto e giustizia, a Cura di G. Gavazzi, Torino, Einaudi, 1965)
- Why Democracy?' Cambridge, Harvard University Press, 1952.
- A textbook of international law: general part, London, Longman, Green, 1947.